# 1950년 미국 하원의원 선거
1950년 미국 하원의원 선거는 1950년 11월 7일 1950년 미국 상원의원 선거와 같이 치러졌다.

## 선거 결과

### 정당별 선거 결과
의석수
| 정당   | 의석수 |
| ------ | ------ |
| 민주당 | 235석  |
| 공화당 | 199석  |
| 무소속 | 1석    |
| 합계   | 435석  |

득표
| 정당       | 득표수     | 득표율 |
| ---------- | ---------- | ------ |
| 민주당     | 19,991,683 | 49.4%  |
| 공화당     | 19,735,173 | 48.8%  |
| 미국노동당 | 225,368    | 0.6%   |
| 진보당     | 127,715    | 0.3%   |
| 뉴욕자유당 | 87,827     | 0.2%   |
| 기타       | 261,790    | 0.7%   |
| 총합       | 40,429,556 |        |